# Liste der Biografien/Rier
Liste der Biografien |
Portal Biografien |
Personensuche
# |
A |
B |
C |
D |
E |
F |
G |
H |
I |
J |
K |
L |
M |
N |
O |
P |
Q |
R |
S |
T |
U |
V |
W |
X |
Y |
Z |
?
 
Ra |
Rb |
Rd |
Re |
Rh |
Ri |
Rj |
Rk |
Rl |
Rm |
Rn |
Ro |
Rr |
Rs |
Rt |
Ru |
Rv |
Rw |
Rx |
Ry |
Rz
 
Ria |
Rib |
Ric |
Rid |
Rie |
Rif |
Rig |
Rih |
Rii |
Rij |
Rik |
Ril |
Rim |
Rin |
Rio |
Rip |
Riq |
Rir |
Ris |
Rit |
Riu |
Riv |
Riw |
Rix |
Riy |
Riz
 
Rieb |
Riec |
Ried |
Rief |
Rieg |
Rieh |
Riek |
Riel |
Riem |
Rien |
Riep |
Rier |
Ries |
Riet |
Rieu |
Riev |
Riew |
Riex |
Riez
Die Liste der Biografien führt alle Personen auf, die in der deutschsprachigen Wikipedia einen Artikel haben. Dieses ist eine Teilliste mit 16 Einträgen von Personen, deren Namen mit den Buchstaben „Rier“ beginnt.

## Rier
- Rier, Alexander (* 1985), italienischer Musiker der volkstümlichen Musik (Südtirol)
- Rier, Norbert (* 1960), italienischer MusikerNorbert Rier (* 1960)

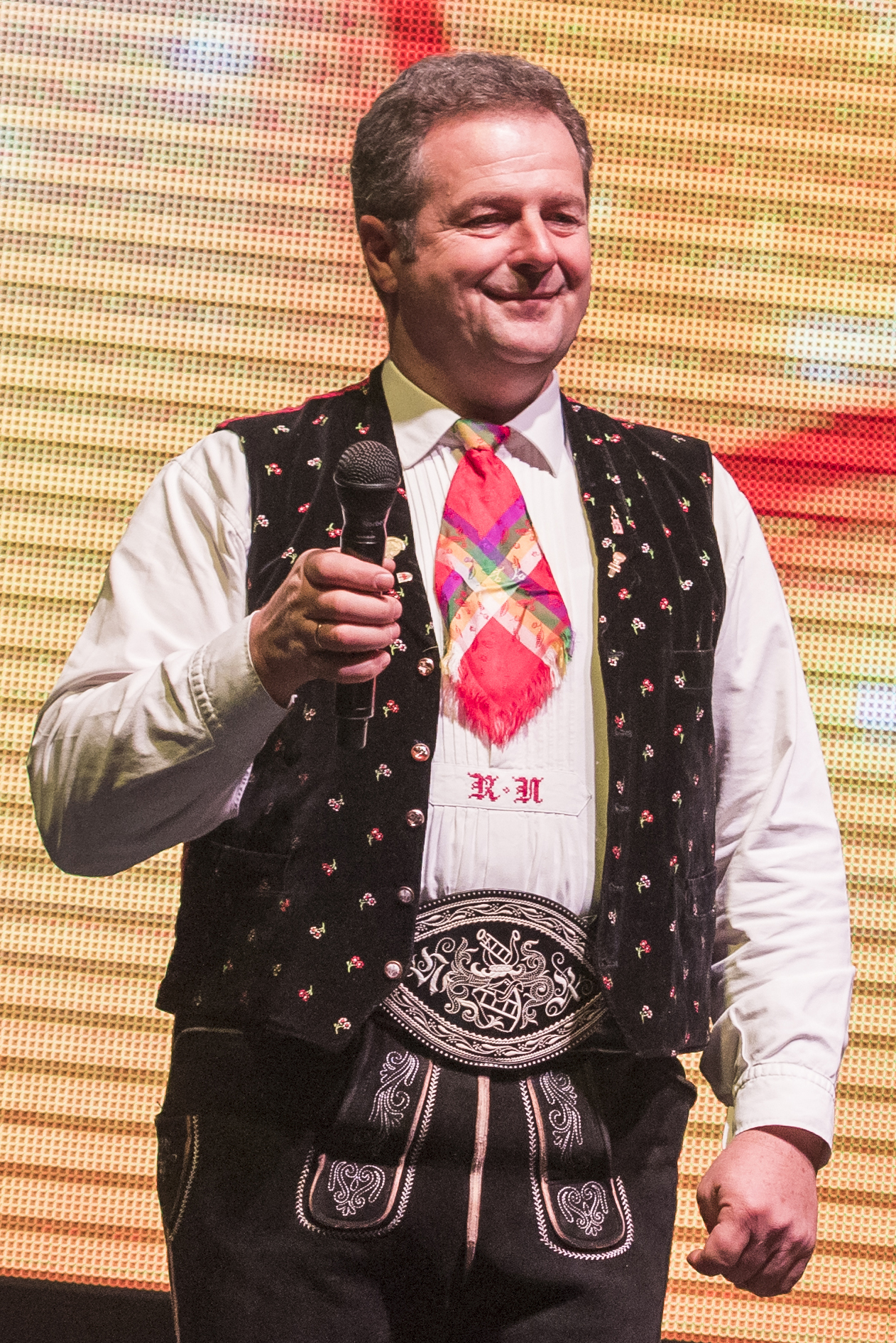
Norbert Rier (* 1960)

### Riera
- Riera Ferrari, Joan (1942–2017), spanischer Bildhauer und Maler
- Riera Guilera, Carme (* 1948), katalanische Schriftstellerin und Literaturwissenschaftlerin
- Riera Madurell, Teresa (* 1950), spanische Wissenschaftlerin und Politikerin (PSOE), MdEP
- Riera Ubiergo, Aline (* 1972), französische Fußballspielerin
- Riera, Albert (* 1982), spanischer Fußballspieler
- Riera, Alejandra (* 1965), argentinische Künstlerin
- Riera, Claudia (* 1996), spanische Schauspielerin
- Riera, Fernando (1920–2010), chilenischer Fußballspieler und -trainer
- Riera, Gabriel (* 1985), andorranischer Fußballspieler
- Riera, Julia (* 2002), argentinische Tennisspielerin
- Riera, Rodrigo (1923–1999), venezolanischer Gitarrist und Komponist
- Riera, Rubén (* 1957), venezolanischer Gitarrist

### Rierm
- Riermeier, Albrecht (* 1951), deutscher Musiker und Musikpädagoge
- Riermeier, Susanne (* 1960), deutsche Skilanglauf- und Marathonmeisterin